# Veauchette
Veauchette ist eine französische Gemeinde mit 1.217 Einwohnern (Stand: 1. Januar 2022) im Département Loire  in der Region Auvergne-Rhône-Alpes. Sie gehört zum Arrondissement Montbrison und zum Kanton Andrézieux-Bouthéon (bis 2015: Kanton Saint-Just-Saint-Rambert). Die Einwohner werden Veauchetaires genannt.

## Geografie
Veauchette liegt etwa 16 Kilometer nordnordwestlich von Saint-Étienne an der Loire in der historischen Landschaft Forez. Umgeben wird Veauchette von den Nachbargemeinden Craintilleux im Norden und Westen, Rivas im Norden, Veauche im Osten, Andrézieux-Bouthéon im Süden und Südosten sowie Saint-Cyprien im Süden und Südwesten.
Durch die Gemeinde führt die Autoroute A72.

## Bevölkerungsentwicklung
| Jahr                       | 1962 | 1968 | 1975 | 1982 | 1990 | 1999 | 2008 | 2013 | 2017 |
| -------------------------- | ---- | ---- | ---- | ---- | ---- | ---- | ---- | ---- | ---- |
| Einwohner                  | 255  | 274  | 309  | 435  | 767  | 740  | 861  | 1132 | 1180 |
| Quellen: Cassini und INSEE |      |      |      |      |      |      |      |      |      |

## Sehenswürdigkeiten

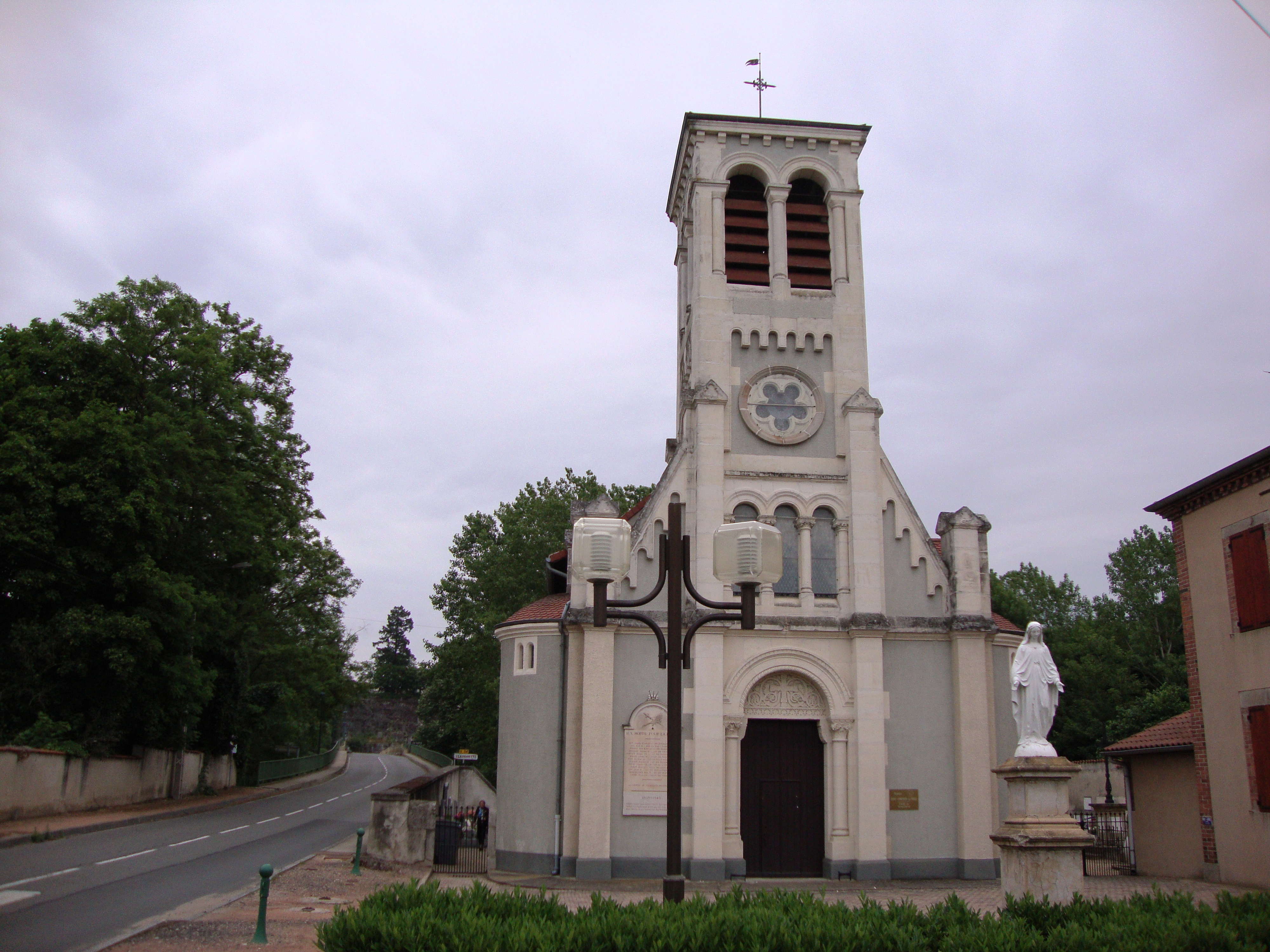
Kirche Saint-Jean-François-Régis

- Kirche Saint-Jean-François-Régis